# Gelidocalamus kunishii
Gelidocalamus kunishii là một loài thực vật có hoa trong họ Hòa thảo. Loài này được (Hayata) Keng f. & T.H.Wen mô tả khoa học đầu tiên năm 1983.